# Salix nasuensis
Salix nasuensis är en videväxtart som beskrevs av A. Kimura. Salix nasuensis ingår i släktet viden, och familjen videväxter. Inga underarter finns listade i Catalogue of Life.